# Teddy Cobeña
Teddy Cobeña Loor, né à Portoviejo le 16 avril 1973, est un sculpteur figuratif et expressionniste avec une composante surréaliste résidant à Barcelone.

## Biographie
Fils de David Cobeña Vinces et de Judith Loor Rodríguez. À l'adolescence il s'intéresse à l'étude de l'anatomie et à l'art, ayant dans la bibliothèque familiale une biographie de Léonard de Vinci. Il commence ses études de médecine à Guayaquil et termine sa formation à Barcelone (radiologie et médecine préventive,) où il entreprend parallèlement une formation en sculpture à l'École Massana, à l'académie d'art de Barcelone et à l'Académie d'art de Florence (en). Son œuvre en bronze Des rêves, réalisée à Barcelone, est conservée au musée du Palazzo Panciatichi à Florence, (Italie),, depuis juin 2013.
En novembre 2016 il a reçu les prix internationaux de sculpture Aigle de bronze et Villa de Nice en France,,, à l'occasion de la célébration de la 28e exposition d'arts plastiques "Aigle de Nice".

## Œuvre
Son travail est caractéristiquement figuratif, initialement influencé par Jean-Baptiste Carpeaux et plus tard par le surréalisme dalinien. Dans la plupart de ses sculptures, le style expressionniste et le surréalisme sont notés.
Il est précisément expressionnisme et la combinaison des formes et des couleurs (patines) qui marquent son propre style,.

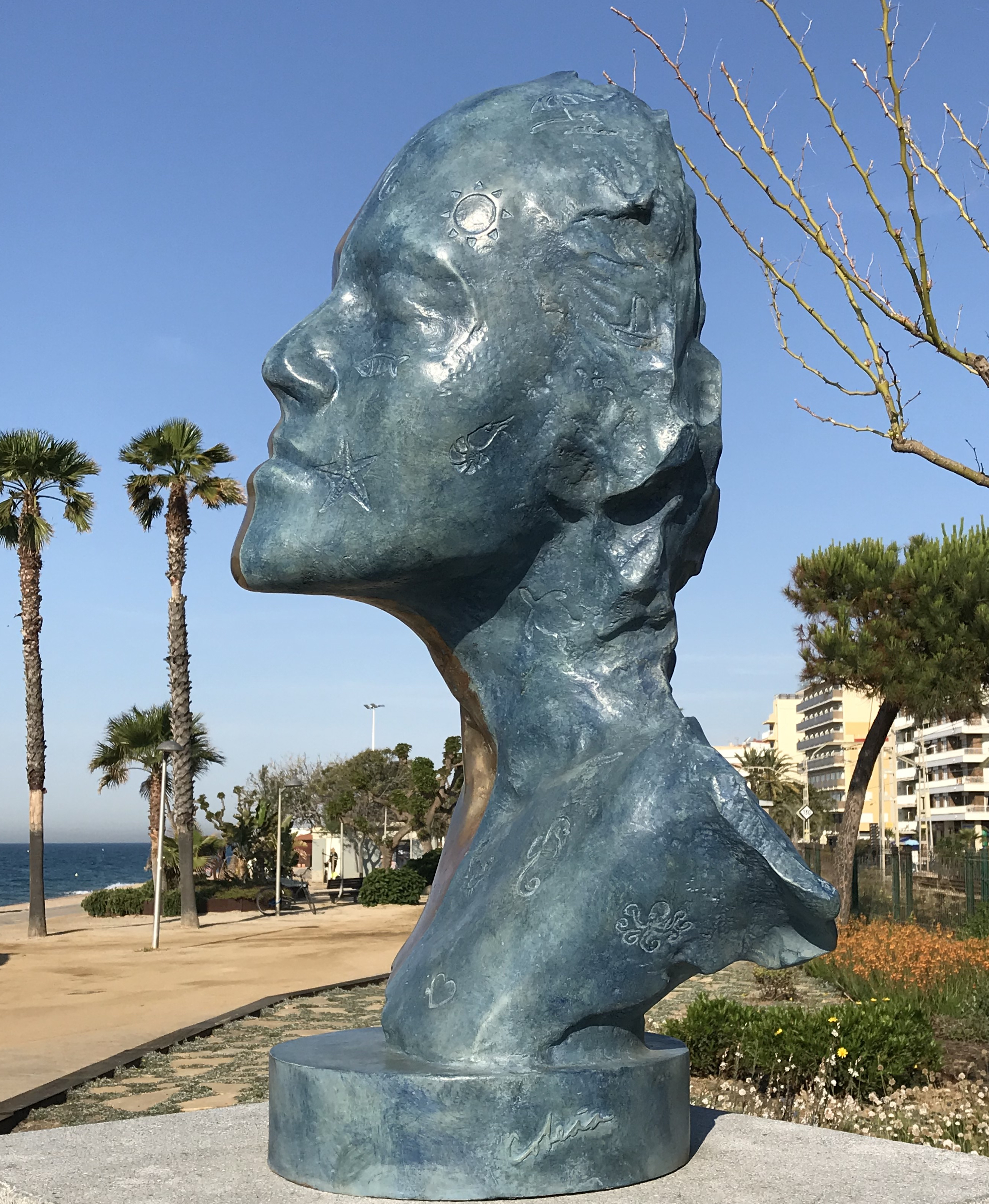
"Tout est né de toi" situé à Pineda de Mar (Barcelona)

## Distinctions
- Médaille Leonardo Martínez Bueno (Espagne[3],[12])
- Médaille Mateo Inurria (Espagne[13])
- Mention d'honneur de l'Association espagnole des sculpteurs (Espagne[14])
- Prix l'Aigle de Nice de bronze (France[8],[7])
- Prix Ville de Nice (France[8],[9])
- Hyogo Prix International (d) Art (Japon[10])

## Expositions notables
- 2014 : Solidart. Consiglio de la Toscana (Florence)
- 2015 : L'art contemporain[15],[16]. Galeries du Musée de Louvre d'Arrêtes (France)
- 2015 : Renaixement[17] Rome (Italie)
- 2016 : Exposition collectif 51 Reine Sofia (Madrid[18])
- 2016 : Exposition à l'Aigle de Nice (France[8],[7])
- 2017 : Exposition 52 Reine Sofia (Madrid[19],[20],[21])
- 2017 : Surealism & Sensorealism, Kobe (Japon[22],[10])